# Jak (personaggio)
Jak è il protagonista della serie di videogiochi Jak and Daxter.

## Ispirazione
La Naughty Dog, nel creare Jak, si è inizialmente ispirata a Crash Bandicoot, protagonista di un'altra serie di videogiochi creata dalla stessa società. Successivamente invece, per integrarlo meglio nelle atmosfere distopiche e post-apocalittiche di Heaven City, la produzione ha preso ispirazione dai personaggi di Max Rockatansky e Jena Plissken, rendendolo più simile a loro sia nell'aspetto che nel carattere.

## Aspetto e personalità
Appartenente ad una specie umanoide dotata di lunghissime orecchie, durante la sua prima apparizione Jak viene presentato come un ragazzo spensierato e sempre a caccia di guai, tanto che il suo primo atto nel videogioco è disobbedire a Samos, il suo tutore, recandosi nella misteriosa isola della nebbia. Caratteristica peculiare del personaggio è il suo essere taciturno: è capace di parlare, ma viene sempre anticipato o interrotto da altri personaggi (in primis il logorroico Daxter), cosa che comporterà il suo "mutismo" fino al secondo titolo della saga: Jak 2: Renegade.
In questo capitolo, a causa di anni di torture ed esperimenti subiti il personaggio diviene molto più oscuro e violento, tanto che le sue prime parole sono "Ucciderò Praxis!", cioè colui che è stato responsabile della sua lunga agonia.
Similmente, anche il suo modo di combattere diviene molto più aggressivo e violento: non solo Jak inizia ad utilizzare di armi da fuoco (mentre nel titolo precedente combatteva o a mani nude o utilizzando il potere dell'Eco), ma grazie alle manipolazioni subite nell'ambito del progetto "Guerriero oscuro" egli diviene capace di assorbire l'Eco oscuro al fine di tramutarsi in "Dark Jak", una sua versione molto più violenta, rapida e potente, in grado di ridurre letteralmente a pezzi i nemici in pochi colpi.
Tale oscurità verrà combattuta solo nel terzo capitolo della saga, durante i quali i Precursor gli faranno dono dei svariati poteri dell'Eco luminoso, riequilibrando così la sua psiche ed il suo corpo.
Anche il suo aspetto tende a cambiare nel corso dei capitoli della saga: nel primo viene presentato come un ragazzino di 14 anni, dal fisico atletico e slanciato, con gli occhi chiari ed i capelli biondi, molto folti. Veste abiti tribali, con protezioni in metallo sulla spalla e sul polso destro, ed altre in cuoio alle caviglie ed ai polsi; indossa anche una fondina al torace ed un paio di occhiali con binocolo integrato.
Nel secondo, a causa delle dure esperienze che ha vissuto anche il suo aspetto ne risente, e muta soprattutto nei lineamenti che divengono più duri e marcati, e nel fisico che sarà più tonico e muscoloso.

## Storia

### Jak and Daxter: The Precursor Legacy
Jak vive nel villaggio di Sandover insieme a Daxter, Keira e Samos, il saggio dell'Eco Verde.
La sua vita procede spensieratamente fino a quando lui e Daxter non decidono di recarsi nella vicina Isola della Nebbia dove, dopo che i due hanno osservato due loschi individui ordinare a dei lurker di recuperare alcuni manufatti dei Precursor, Dax cadrà in una pozza di "Eco Oscuro", che lo tramuterà in un animaletto simile ad una donnola.
Tornati a casa vengono enormemente rimproverati da Samos, che consiglia loro di recarsi a chiedere aiuto a Gol, l'unico saggio che ha studiato l'Eco Oscuro.
Così i nostri eroi partono in un lungo viaggio verso Nord aiutati dalle macchine di Keira e dai vari personaggi che incontreranno nella storia.
Giunti alla cittadella di Gol i due ragazzi scopriranno che il saggio e sua sorella Maia sono stati corrotti dall'eccessivo contatto con l'eco oscuro e che hanno assemblato un enorme robot al fine di liberarne una immensa quantità da alcuni silos in cui si trova stoccato, ma i due verranno fermati da Jak che tramite l'uso dell'Eco Luminoso li farà precipitare nel silos stesso che verrà poi immediatamente sigillato.
Salvato il mondo, Jak e Daxter dovranno completare la raccolta delle 101 batterie necessarie ad aprire un antichissimo portale precursor.

### Jak 2: Renegade
Nel periodo successivo alla sconfitta di Gol e Maia, Jak, Dexter, Samos e Keira si sono dedicati allo studio dei macchinari presenti nel tempio precursor, ed il gioco si apre con una scena in cui essi effettuano un esperimento su quello che sembra essere un mezzo di trasporto ed un relativo portale.
Attivato il portale, da esso ne fuoriesce una enorme creatura apparentemente ostile che però non può nuocere danno poiché il gruppo viene trascinato attraverso il portale per poi essere sparpagliato.
Rimasti insieme, Jak e Daxter finiscono in una futuristica città dove il primo viene catturato da delle guardie armate.
Passano due anni durante i quali Jak viene utilizzato come cavia per il progetto "Guerriero oscuro" avente lo scopo di renderlo capace di manipolare l'omonimo Eco al fine di tramutarsi in un essere dotato di forza, velocità e violenza straordinarie.
Liberatosi, Jak fuggirà dal centro di detenzione insieme a Daxter (giunto in suo soccorso per liberarlo) e si unirà al "Mondo sotterraneo", un gruppo di ribelli capitanati da Torn il quale si oppone al Barone Praxis, dominatore di Heaven City nonché leader delle Guardie Kremizi e mandante degli esperimenti su Jak.
Il barone comunque non rappresenta l'unica minaccia: oltre le mura cittadine vivono le Teste di metallo, feroce famiglia di animali di varie forme e dimensioni particolarmente ostili.
Fra una missione e l'altra per conto dei ribelli i due rincontreranno Keira e successivamente una controparte giovane di Samos ed infine lo stesso vecchio Samos che spiega loro che egli da giovane si era recato nel passato per motivi che non può rivelare.
Tale motivo verrà chiarito alla fine del gioco: a Jak era stata affidata la missione di proteggere un bambino ed il suo tutore Kor dalle Guardie Kremizi: il primo si rivelerà essere una giovane controparte di Jak, il secondo il leader in incognito delle teste di metallo, nonché la misteriosa creatura apparsa all'inizio del gioco.
Sconfitto Kor ed intrappolatolo nel passato, i giovani Samos e Jak si recheranno a loro volta nel passato in modo da permettere a quest'ultimo di crescere al sicuro al villaggio di Sandover perché fosse pronto per salvare Heaven City ed il mondo quando sarebbe stato necessario.

### Jak 3
Passato un anno dalla morte del Barone Praxis e dalla sconfitta di Kor, ad Heaven City infuria una guerra senza quartiere fra il Fronte di liberazione di Torn, i Bot della morte Kremizi e le teste di metallo che si spartiscono le varie zone della città.
Il gioco ha inizio con l'esilio di Jak per ordine del Gran Consiglio di Haven City con l'accusa di sedizione: abbandonato nel deserto insieme a Daxter e Pecker, Jak verrà salvato da un gruppo di cacciatori del deserto che lo porterà a Spargus City, una città nel deserto nella quale trovano scampo tutti gli esiliati dal dispotico regime di Haven City.

### Jak X
Jak viene invitato a Kras City, la città del crimine, per leggere il testamento di Krew. Di lì a poco scoprirà di essere finito in trappola, e sarà forzato a partecipare ad una corsa automobilistica clandestina, il cui vincitore avrà come premio la vita.

### Jak and Daxter: Una sfida senza confini
Gli eventi di questo episodio si collocano fra Jak 3 e Jak X. Ad Heaven City le scorte di Eco iniziano a scarseggiare. A causa di ciò Jak, Daxter e Keira sono costretti ad addentrarsi nelle sperdute ed inesplorate zone ai confini del Mondo. A causa dell'attacco da parte di una ciurma di pirati, la nave volante dei nostri eroi naufraga sulle isole del fantomatico duca Skyhed.

## Poteri e abilità
Sin da ragazzo Jak ha sempre dimostrato un'innata predisposizione per l'azione: con il passare del tempo e con l'esperienza acquisita è divenuto un abile pilota, cecchino, aviatore, atleta, combattente, scalatore, stratega, cacciatore del deserto, survivalista, guerrigliero, infiltratore, sabotatore ed in generale è in grado di cavarsela in qualunque situazione, e grazie alle dure esperienze trascorse nelle pericolose radure del villaggio di Sandover, nella distopica Haven City, nella spartana Spargus City e nella corrotta Kras City, ha sviluppato queste sue capacità al massimo.
Jak è in perfetta forma: è in possesso di una forza fisica quasi sovrumana, che lo rende in grado di affrontare ed abbattere a mani nude avversari come animali mutanti, teste di metallo e bot della morte, nonché di distruggere senza l'ausilio di armi la maggior parte degli oggetti presenti nel suo mondo (casse, piante robuste etc.); può inoltre contare su agilità, velocità e riflessi ai limiti delle possibilità umane. Il suo stile di combattimento sembra vagamente ispirato alla Kick-boxing.

### Poteri dell'Eco
Nell'universo di Jak and Daxter è presente una sostanza energetica chiamata Eco in grado di conferire agli utilizzatori svariate abilità a seconda del tipo. Fino ad ora se ne conoscono 6 tipi:
- Eco blu: conferisce all'utilizzatore energia elettromagnetica, rendendolo più rapido e permettendogli di attivare vari dispositivi meccanici.
- Eco verde: fornisce energia vitale guarendo le ferite e ripristinando la salute.
- Eco rosso: fornisce energia adrenalinica, rendendolo fisicamente più forte.
- Eco giallo: fornisce energia plasmatica, rendendolo in grado di lanciare potenti fasci energetici.
- Eco oscuro: fornisce energia oscura, simile a radiazioni nucleari, trasformandolo in una sorta di mostro umanoide invulnerabile, sovrumanamente forte e veloce, spietato e senza controllo.
- Eco luce: fornisce energia luminosa che gli permette di tramutarsi in un'entità celeste costituita da pura energia, simile ad un angelo. In questa forma può beneficiare di svariati poteri come la capacità di volare, la guarigione spontanea delle ferite, la manipolazione del tempo e dell'energia stessa.

## Accoglienza
La rivista Play Generation classificò Jak come il quinto pilota più improbabile tra i titoli disponibili su PlayStation 2 tenendo conto della sua apparizione in Jak X.